# Chýnov
Chýnov é uma cidade checa localizada na região da Boêmia do Sul, distrito de Tábor.